# Park Wiśniowy Sad w Krakowie
Park Wiśniowy Sad – park miejski w Krakowie, znajdujący się w Dzielnicy XVIII Nowa Huta pomiędzy osiedlami Kolorowym i Spółdzielczym. Od strony wschodniej przylega do ulicy gen. Boruty-Spiechowicza. Powierzchnia parku wynosi 2,73 ha.

## Historia
Park został założony na początku lat 60. XX wieku, podczas budowy osiedli sektora D Nowej Huty, zrealizowanych w stylu modernizmu już po odwilży w stosunkach politycznych z roku 1956, w odmienności od pozostałych sektorów A, B oraz C, które jako, że realizowane były wcześniej w mniejszym lub większym stopniu reprezentują styl socrealistyczny. Pochodzenie nazwy jest nieznane. Istnieje hipoteza, iż może się ona wywodzić od istniejących w tym miejscu pozostałości sadów z czasów przed budową osiedli, jakkolwiek może także pochodzić od nazwy dramatu Wiśniowy sad autorstwa Antona Czechowa.
Park został zaprojektowany w oparciu o deptak przebiegający ze wschodu na zachód. Zachodnia część charakteryzuje się funkcją rekreacyjną, znajdują się tu place zabaw. Dawniej w tej części parku znajdował się także basen letni. Funkcjonował on do drugiej połowy lat 70., kiedy to zepsuła się instalacja filtrująca wodę. Po tym czasie do zbiornika nasypano ziemię i urządzono ogródek. Wśród charakterystycznych elementów małej architektury w Parku Wiśniowy Sad z pierwszych lat jego istnienia można wyróżnić kosze na śmieci w kształcie misiów trzymających plaster miodu. Wschodnia część posiada charakter bardziej spacerowy z trawnikami, klombami i rzeźbami plenerowymi.
W latach 2014–2017 stopniowo przeprowadzony został generalny remont parku w ramach którego w 2014 roku opracowano projekt architektoniczno-budowlany na zagospodarowanie parku, zmieniono nawierzchnię alejek, ławki parkowe, kosze na śmieci i latarnie. W 2015 roku zamontowano nowe urządzenia zabawowe. Z kolei w 2016 roku zamontowano pozostałe latarnie, linarium i urządzenia do ćwiczeń dla dorosłych.

## Roślinność
Na terenie parku występują 23 gatunki drzew i 16 gatunków krzewów. Najliczniej wśród drzew występują klon jawor, jesion pensylwański i lipa drobnolistna. Najczęściej występującymi gatunkami krzewów są dereń biały, bez czarny, głóg jednoszyjkowy i śnieguliczka biała. Kilka drzew w parku, głównie klonów oraz lip posiada bardzo okazały harmonijny pokrój i rozbudowaną koronę.

## Rzeźby
Charakterystycznym elementem parku Wiśniowy Sad są rzeźby plenerowe. Do czasów współczesnych zachowały się dwie rzeźby:
- Syrenka, zlokalizowana we wschodniej części parku, autorstwa Magdaleny Pruszyńskiej-Jaroszyńskiej, wykonana ze sztucznego kamienia w 1963 roku. Syrenka jako symbol Warszawy upamiętnia fakt, iż Park Wiśniowy Sad powstał ze środków Społecznego Funduszu Odbudowy Stolicy, przemianowanego w 1958 roku na Społeczny Fundusz Odbudowy Kraju i Stolicy. Rzeźba została odnowiona w 2006 i ponownie w 2017 roku[1][3][4].
- Flirt wodorostów z muszlą, popularnie zwana Ślimakiem lub Muszlą – abstrakcyjna rzeźba autorstwa Magdaleny Pruszyńskiej-Jaroszyńskiej, zlokalizowana w zachodniej części parku, ustawiona w 1963[5]. Betonowa konstrukcja na metalowym stelażu, dekorowana mozaiką ceramicznych, kolorowych kafelków. Przedstawia dwie formy, zwijające się w jednym punkcie. Rzeźba od początku jest szczególnie popularna wśród dzieci, które m.in. usiłują wspinać się na strukturę. Podczas remontu parku z lat 2014–2017, rzeźba zmieniła nieznacznie swoją lokalizację[1][6]. W 2017 została odnowiona[4].

Wcześniej w parku istniały również inne rzeźby jak np. betonowa, zdobiona ceramiką rzeźba małego osiołka, znajdująca się przy drodze w kierunku osiedla Kolorowego oraz umiejscowiona w podobnej lokalizacji metaloplastyczna żyrafa, zlikwidowana pod koniec lat 70. Usunięcie obu rzeźb ma związek z dużą ilością wypadków wśród dzieci, wspinających się na konstrukcje. We wschodniej części parku znajdowała się rzeźba Macierzyństwo ( nazywana również Matka i dzieci), przedstawiająca postać matki trzymającej za ręce dwoje dzieci w charakterze zabawy w kółko graniaste. Żelbetonowa rzeźba mająca 2,20 m wysokości została ustawiona 30 maja 1965 roku. Jej autorka była absolwentka krakowskiej ASP Waleria Bukowiecka. W listopadzie 1981 roku Głos Nowej Huty opublikował informację (ze zdjęciem), że z rzeźby pozostały „kikuty”.

## Galeria

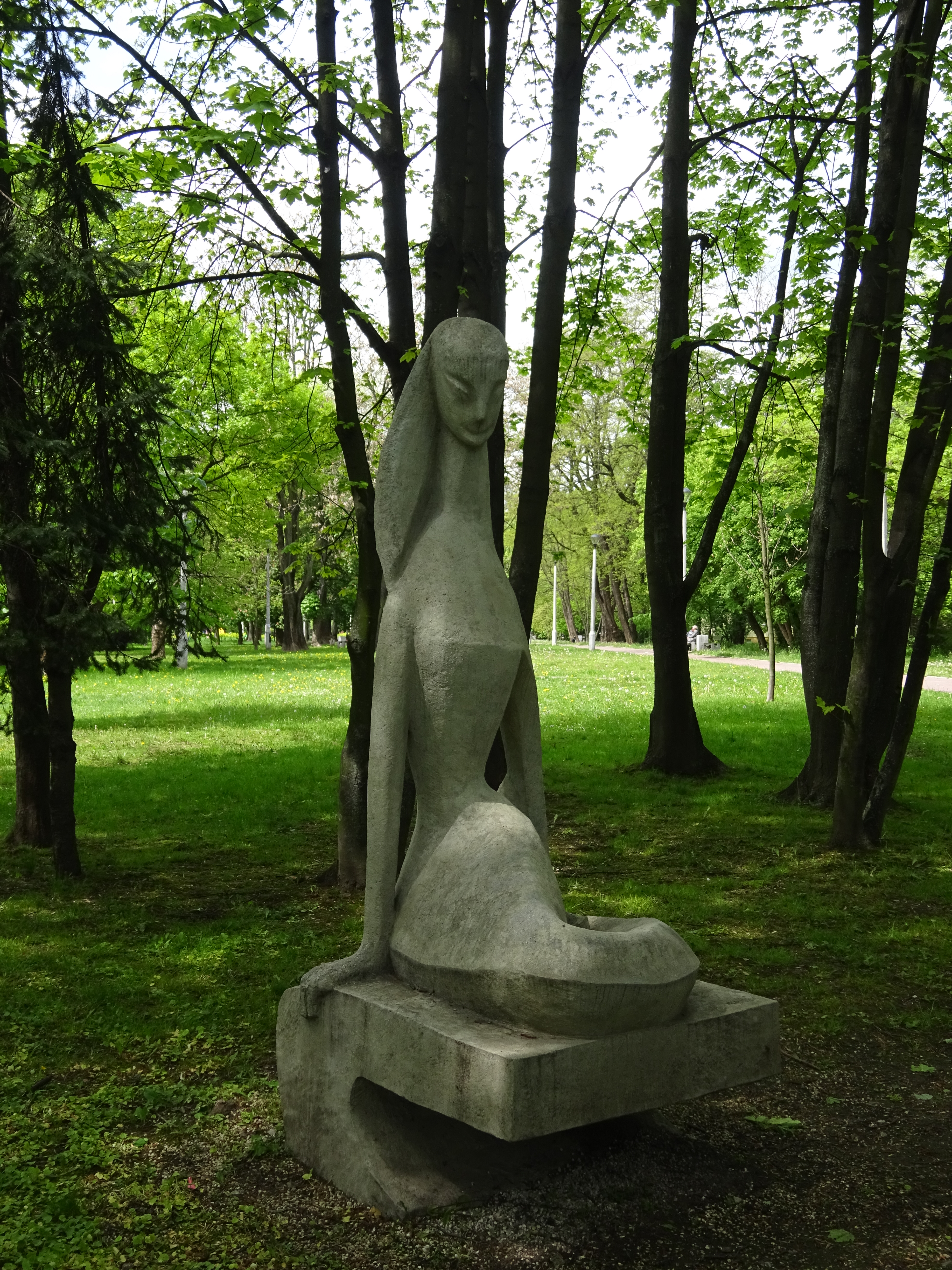
Rzeźba Syrenka Magdalena Pruszyńska-Jaroszyńska, sztuczny kamień, 1963
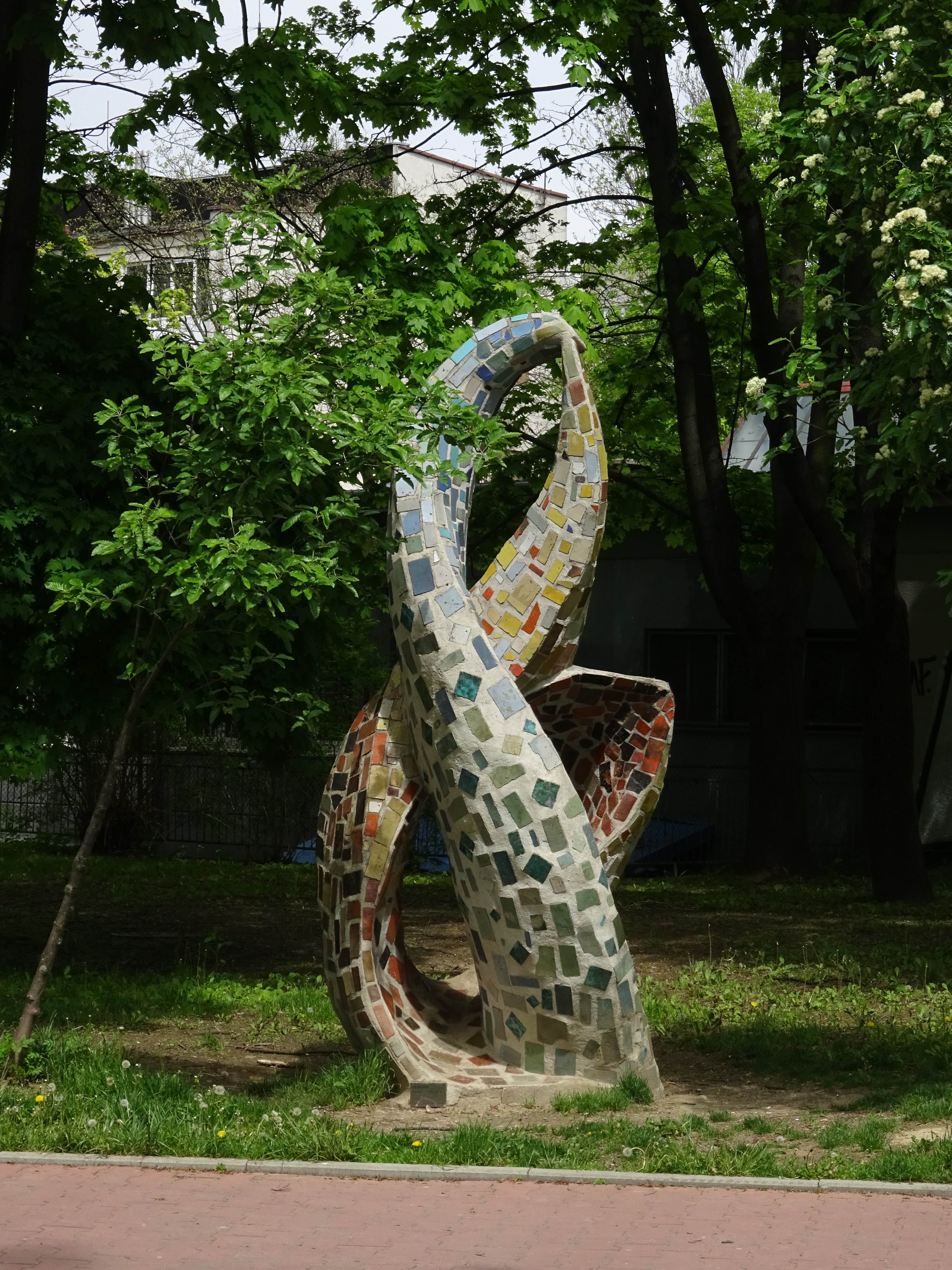
Rzeźba Flirt wodorostów z muszlą Magdalena Pruszyńska-Jaroszyńska, 1963
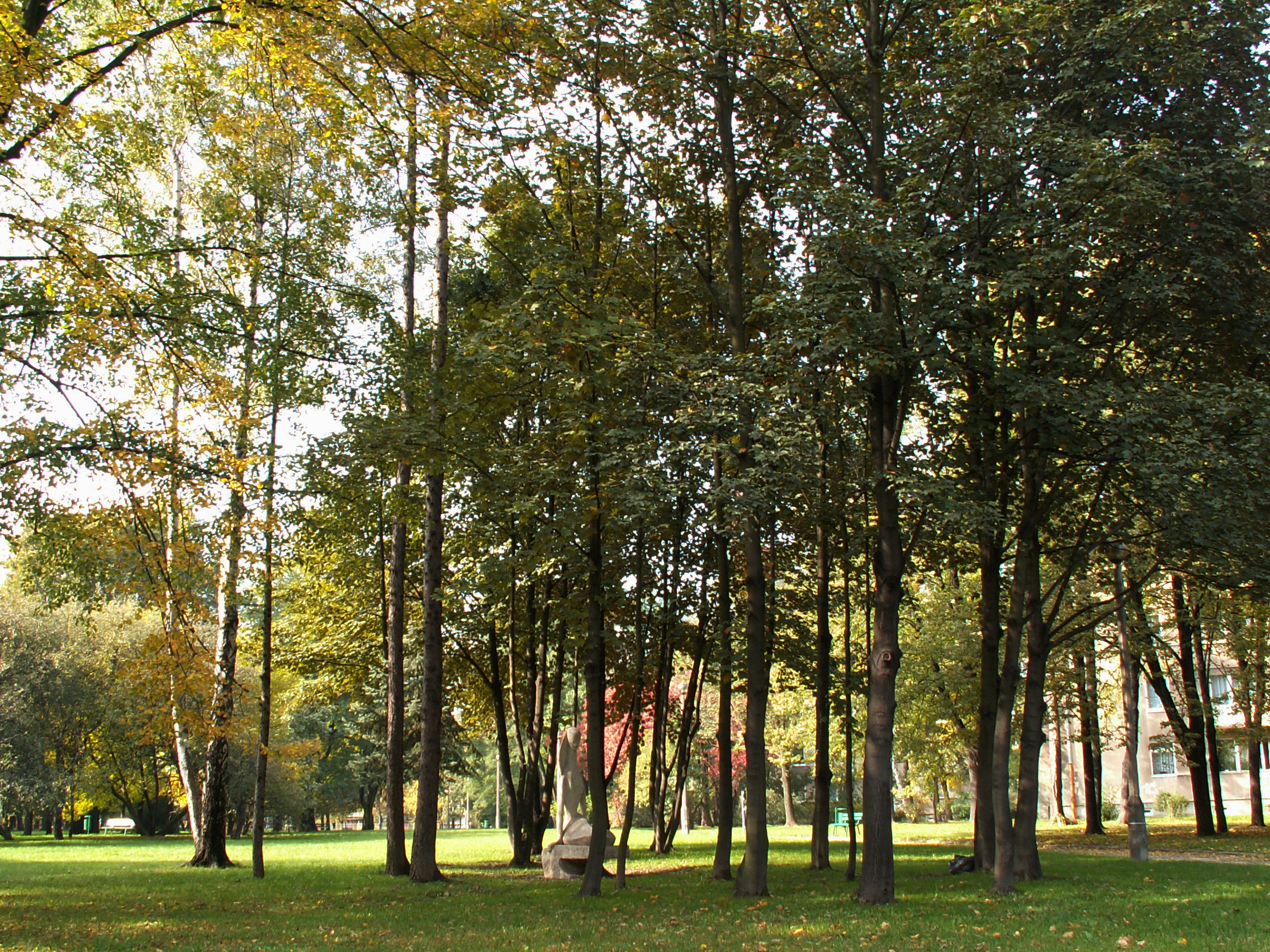
Park jesienią (2008)
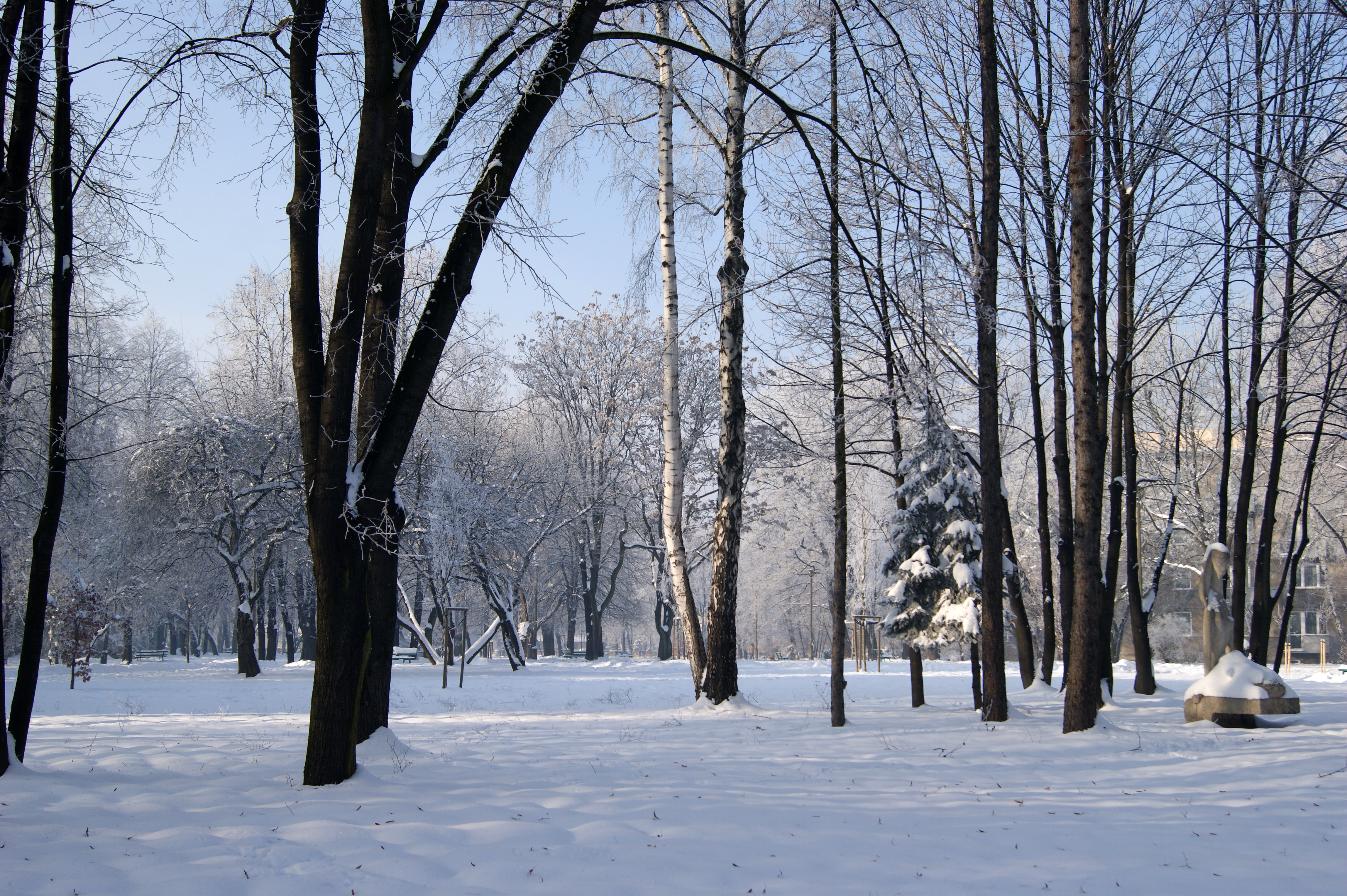
Park zimą (2010)